# جيمي يانغ
جيمي يانغ (بالإنجليزية: James Yun)‏ هو مصارع محترف أمريكي، ولد في 13 مايو 1981 في هوليوود في الولايات المتحدة.

## وصلات خارجية
- جيمي يانغ على موقع دبليو دبليو إي (الإنجليزية)
- جيمي يانغ على موقع WrestlingData.com (الإنجليزية)
- جيمي يانغ على موقع CageMatch worker (الإنجليزية)
- جيمي يانغ على موقع قاعدة بيانات المصارعة على الإنترنت (الإنجليزية)
- جيمي يانغ على موقع عالم المصارعة على الإنترنت (الإنجليزية)

- جيمي يانغ على موقع IMDb (الإنجليزية)
- جيمي يانغ على موقع قاعدة بيانات الفيلم (الإنجليزية)